# Spudaea unicolor
Spudaea unicolor là một loài bướm đêm trong họ Noctuidae.